# 長崎中央郵便局
長崎中央郵便局（ながさきちゅうおうゆうびんきょく）は、長崎県長崎市にある郵便局。民営化前の分類では集配普通郵便局であった。

## 概要
明治初期の国内の郵便制度導入期に開設されて以来、長崎県の郵便業務の中核をなしていた郵便局である。長崎駅前に立地し、鉄道輸送への利便性を生かして、かつては壱岐、対馬、福島などを除く長崎県内（郵便番号の上2桁が85の地域）の地域区分業務を行っていたが、鉄道郵便輸送の廃止と航空・トラック輸送への転換をうけ、1994年（平成6年）に大村郵便局の局舎新築・移転にあわせ当該業務を同局に移管した。
局舎は長崎市恵美須町に位置しているが、市道の拡幅（都市計画道路「大黒町恵美須町線」の整備）に伴い、長崎駅北側の尾上町に2028年5月に移転することが予定されている。
住所：〒850-8799 長崎県長崎市恵美須町1-1

### 併設施設
- ゆうちょ銀行長崎店（熊本支店長崎出張所）：取扱店番号760010

## 沿革

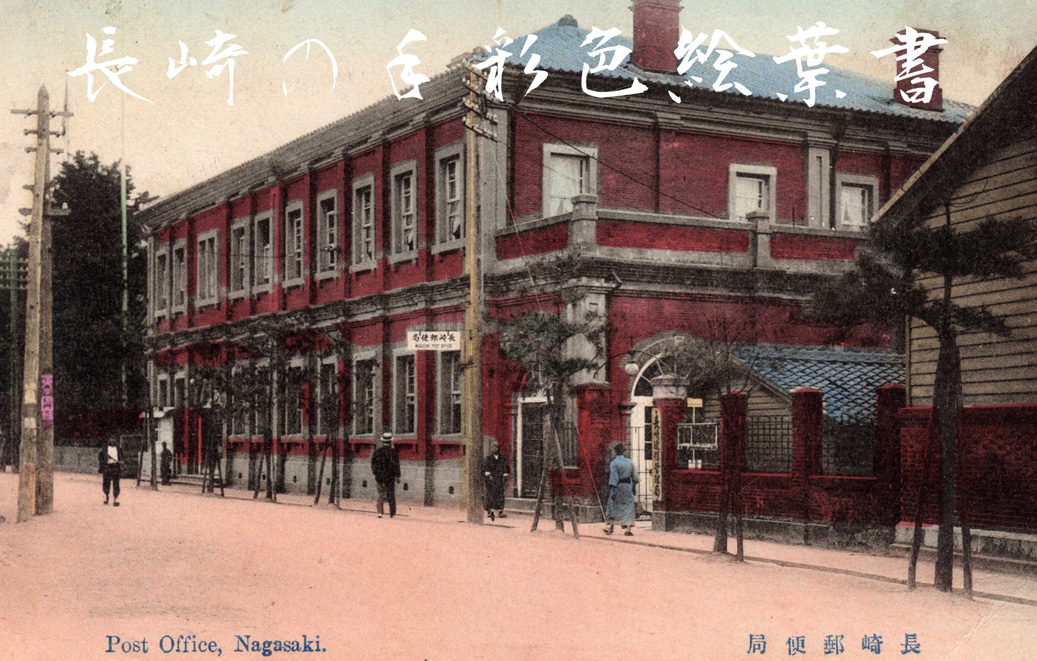
長崎郵便局（明治）

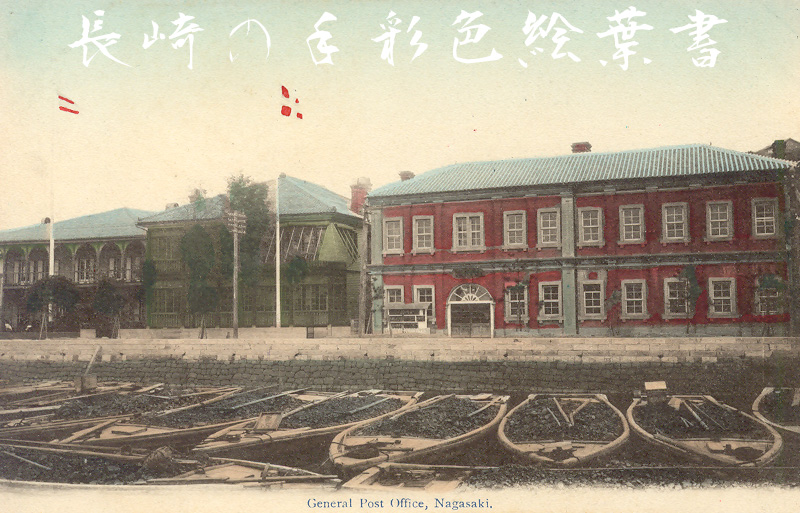
長崎郵便局（明治）

- 1872年1月14日（明治4年12月5日） - 本大工町に長崎郵便取扱所として開設。のちに本博多町に移転[2][3]。
- 1873年（明治6年） - 長崎郵便役所となる[2]。
- 1875年（明治8年）1月1日 - 梅香崎町へ移転[4]。長崎郵便局（一等）となる。翌日から為替取扱を開始[2]。
- 1878年（明治11年） - 貯金取扱を開始[2]。
- 1884年（明治17年） - 赤れんが造りの新局舎完成。
- 1885年（明治18年） - 電信取扱を開始[2]。
- 1886年（明治19年）12月1日 - 長崎郵便電信局となる[2]。（全国初の郵便電信局）
- 1903年（明治36年）4月1日 - 通信官署官制の施行に伴い長崎郵便局となる[2]。
- 1918年（大正7年） - 新局舎（長崎郵便局ビル）完成
- 1937年（昭和12年）5月25日 - 電信事務を長崎電信局に移管[5]。
- 1945年（昭和20年）12月15日 - 郵便局で取扱う電話通話事務を除く電話事務を長崎電話局に移管[6]。
- 1958年（昭和33年）7月13日 - 電話通話および和文電報受付事務の取扱を開始[7]。
- 1970年（昭和45年）6月24日 - 長崎中央郵便局に改称[8]。同月29日に長崎市新地町から同市恵美須町へ移転[9]。
- 1992年（平成4年）8月3日 - 外国通貨の両替および旅行小切手の売買に関する業務取扱を開始。
- 1994年（平成6年）10月11日 - 大村郵便局に地域区分業務を移管。
- 2007年（平成19年）2月19日 - 伊王島郵便局および高島郵便局から集配業務を移管[10]。
- 2007年（平成19年）10月1日 - 民営化に伴い、併設された郵便事業長崎支店、ゆうちょ銀行長崎店に一部業務を移管。
- 2010年（平成22年）8月 - 郵便事業長崎支店が、郵便物集配用軽四輪車として電気自動車を導入。郵便事業会社の支店としては民営化後九州で初導入となる[11]。
- 2012年（平成24年）10月1日 - 日本郵便株式会社の発足に伴い、郵便事業長崎支店を長崎中央郵便局に統合。

## 取扱内容

### 長崎中央郵便局
- 郵便、印紙、ゆうパック、内容証明
- 生命保険、バイク自賠責保険、自動車保険、がん保険、引受条件緩和型医療保険 - 平日18時まで営業。
- 地方公共団体事務（長崎市ごみ袋の販売、長崎市バス・電車・タクシー利用券の交付）
- 長崎市内の一部地域（〒850-xxxx地域）の集配業務
- ゆうゆう窓口

### ゆうちょ銀行長崎店
- 貯金、貸付、為替、振替、振込、国際送金、外貨両替、国債、投資信託、変額年金保険 - 平日18時まで営業。
- ATM

## 風景印
- 図柄は出島とオランダ商船。局名表記は「長崎中央」
- 使用開始日は1988年（昭和63年）10月1日

## 周辺
- 長崎市役所
- NHK長崎放送局
- 長崎放送
- テレビ長崎
- アミュプラザ長崎
- カトリック中町教会
- 聖福寺
- 福済寺

## アクセス
- JR長崎本線 長崎駅から徒歩約5分、長崎電気軌道 長崎駅前停留所から徒歩約4分
- 長崎県営バス、長崎バス 長崎駅前・長崎駅前東口・長崎駅前南口停留所下車
- 長崎自動車道 長崎芒塚ICから西へ約5.5km、もしくは長崎ICからながさき出島道路経由、約5km
- 駐車場あり：11台